# Георги Карамичов
Вижте пояснителната страница за други личности с името Атанас Христов.
Георги Карамичов или Карамичев е български революционер, деец на Вътрешната македоно-одринска революционна организация и на Върховния македоно-одрински комитет.

## Биография
Роден е в костурското градче Хрупища, тогава в Османската империя, днес Аргос Орестико, Гърция. Още млад се присъединява към революционния комитет на ВМОРО в Хрупища и действа като легален организатор, куриер на четите и доставчик на оръжие. През лятото на 1902 година участва в похода на отряда на полковник Анастас Янков в Костурско. Участва в Илинденско-Преображенското въстание през лятото на 1903 година с отряда на генерал Иван Цончев и се сражава при село Пирин и на други места.
На 19 март 1943 година вдовицата му Костадина, на 62 години, родена в Хрупища и жителка на София, подава молба за българска народна пенсия, която е одобрена и отпусната от Министерския съвет на Царство България.